# Суббуря
Магнитосферная суббуря (англ. Magnetospheric substorm) — комплекс возмущений в северной и южной полярных областях Земли, связанных с взаимодействием возмущенных потоков солнечного ветра с магнитосферой Земли. В глобальном смысле роль суббури заключается в процессе высвобождения магнитной энергии, накопленной в магнитосфере, путём замыкания хвостового тока вдоль магнитных линий через ионосферу в области ночной части полярного овала. Вновь образуемый ток называется «электроджет», он проявляется в изменениях наземного магнитного поля на величину до 1000 нТ. Возмущения развиваются в магнитосфере, ионосфере и атмосфере Земли и проявляются в возмущениях токов и магнитного поля, ускорении энергичных частиц и полярном сиянии. Величину суббури обычно выражают по величине вариации в Н-составляющей магнитного поля (Au, Al и Ae — индексы). Характерное время суббури составляет около 1 часа.
Магнитосферная суббуря является одним из важнейших элементов солнечно-земной физики и её практической части, обычно называемой термином «Космическая погода». В отличие от магнитных бурь, которые связаны в основном с изменениями кольцевого тока вблизи геомагнитного экватора и приводят к почти глобальным (за исключением областей вблизи полярных областей) возмущениям, суббури носят локальный характер и охватывают в основном ночные части полярных областей.